# تپه زاغه آراسنج
تپه زاغه آراسنج مربوط به دوران‌های تاریخی پس از اسلام است و در شهرستان بوئین‌زهرا، بخش مرکزی، روستای آراسنج قدیم واقع شده و این اثر در تاریخ ۲۵ اسفند ۱۳۸۰ با شمارهٔ ثبت ۵۶۸۵ به‌عنوان یکی از آثار ملی ایران به ثبت رسیده است.